# Wesley Wickham
Wesley Wickham – piłkarz z Turks i Caicos grający na pozycji napastnika, reprezentant Turks i Caicos grający w barwach narodowych w 2000 roku.
W 2000 roku, zawodnik ten rozegrał tylko jedno oficjalne spotkanie w drużynie narodowej. Jego drużyna przegrała z reprezentacją Kajmanów (podczas turnieju Western Union Super Cup). Wickham grał w podstawowym składzie.
W tym samym roku rozegrał również dwa nieoficjalne spotkania drużyny narodowej.